# دوفر (إلينوي)
دوفر (بالإنجليزية: Dover)‏ هي قرية تقع في الولايات المتحدة في إلينوي. يقدر عدد سكانها بـ 168 نسمة.

## الموقع الجغرافي
الموقع الجغرافي للمناطق المحيطة بهذه النقطة هو كالتالي: